# Alcis athola
Alcis athola är en fjärilsart som beskrevs av Louis Beethoven Prout 1926. Alcis athola ingår i släktet Alcis och familjen mätare. Inga underarter finns listade i Catalogue of Life.